# 北非洲足球協會聯會
北非洲足球協會聯會（英語：Union of North African Football Federations）是一個足球機構組織，於2005年由非洲足球協會的北非洲成員包括阿爾及利亞、埃及、利比亞、摩洛哥和突尼西亞聯合組成。會長一職由5個始創成員國輪任。

## 成員

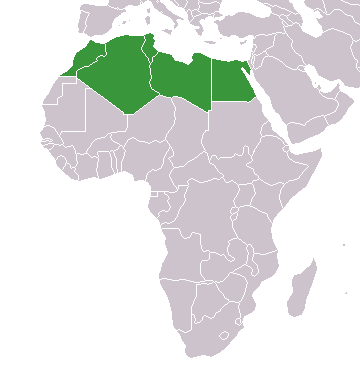
北非洲足球協會聯會成員地理位置

- 阿爾及利亞 - 2005年；
- 埃及 - 2005年；
- 利比亞 - 2005年；
- 摩洛哥 - 2005年；
- 突尼西亞 - 2005年；

埃及足球協會曾於2009年11月19日以埃及國家足球隊和阿爾及利亞國家足球隊於附加賽後發生的事故，而一度退會，其後2011年再次加入。

## 會長
- 2005 - 2008年： 萨米尔·查希尔（Samir Zaher）
- 2008 - 2011年： 穆罕默德·劳乌劳乌阿（Mohamed Raouraoua）

## 競賽
北非洲足球協會聯會主辦下列競賽：
男子足球
- UNAF納斯馬盃（UNAF Nessma Cup）；
- UNAF23歲以下足球錦標賽（UNAF U-23 Tournament）；
- UNAF20歲以下足球錦標賽（UNAF U-20 Tournament）；
- UNAF18歲以下足球錦標賽（UNAF U-18 Tournament）；
- UNAF17歲以下足球錦標賽（UNAF U-17 Tournament）；
- UNAF15歲以下足球錦標賽（UNAF U-15 Tournament）；
- 北非室内五人足球錦標賽（North African Futsal Tournament）

女子足球
- UNAF女子足球球會錦標賽（UNAF Women's Club Tournament）；
- UNAF女子足球錦標賽（UNAF Women's Tournament）；

## 外部連結
- （阿拉伯文） （法文） Official website